# 特维普西
特维普西（Twipsy）是汉诺威举行的2000年世界博览会官方吉祥物。在世博园区中可以买到带有特维普西的填充玩具、T恤、馬克杯、手表及其他纪念品。德国亦发行了带有特维普西的邮票，在园区中也有大比例的特维普西雕塑。

## 形象
特维普西是由西班牙设计师哈维尔·马里斯卡尔设计的，他的初稿在1995年从17个候选作品中脱颖而出，被评委会选为吉祥物。
特维普西有一个带有多个色彩条纹的袋状身体，一个半月形的头和绿宝石色的大鼻子。眼睛和下巴为黑色。一只脚上穿着高跟鞋，另一只脚穿着平底鞋。他的一个橙色的胳膊尤其巨大，如同一个翅膀。他身体的配色在不同版本上有所不同。

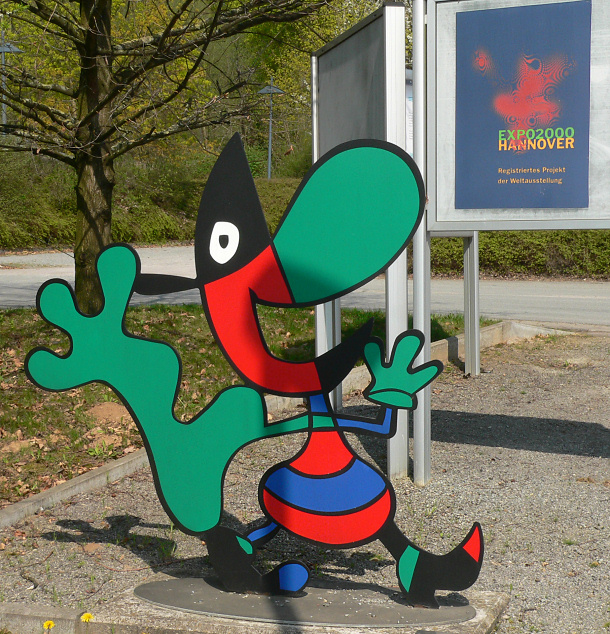
特维普西在埃默塔尔的世博项目中
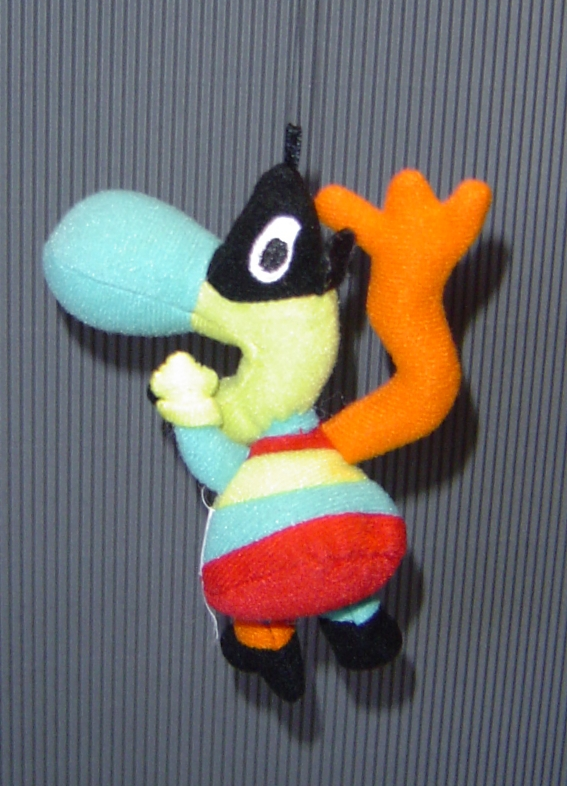
特维普西的毛絨玩具

## 动画节目
1999年11月1日，《特维普西》动画片在德国KI.KA频道首播，共计26集，每集时长25分钟。每集中被分为两个独立的故事。这部动画片在2000年世博会开始前播出以使儿童熟悉这次世博会。
在第一集中，13岁的Nick误入信息空间，随后遇到了电子邮件邮递员特维普西。他们将一个扫描仪改装成前往互联网世界的瞬間移動设备。借助这台扫描仪，Nick和他的妹妹，8岁的 Lissie 以及他们的朋友 Albert 在网络世界中得以探险。
他们在网络世界中的场景类似计算机绘图的风格，而在现实场景中则用传统的漫画风格绘制。特维普西和片中的人物身高类似。

## 播放历史
- 德国
  - KI.KA（1999年）

- 爱尔兰
  - TG4（1999-2002年）

- 中华人民共和国
  - 中国中央电视台（2000年）

- 英国
  - POP（2006年）